# Петропавловская оборона
Петропа́вловская оборо́на — оборона русскими войсками города Петропавловский Порт (ныне Петропавловск-Камчатский) от превосходящих сил объединённой англо-французской эскадры и отражение высадки её экспедиционных сил во время Крымской войны 1853—1856 годов.
Оборона Камчатки является одним из значимых сражений Крымской войны и второй половины XIX века. Евгений Тарле назвал Петропавловскую победу 1854 года «лучом света», который вдруг прорвался «сквозь мрачные тучи».
О Петропавловской обороне 1854 года подробно рассказали её участники Василий Завойко, Николай Фесун, Константин Пилкин, Константин Мровинский, Александр Арбузов, Дмитрий Максутов, Андрей де-Ливрон, а также историки Александр Сгибнев, Пётр Шумахер. В середине XIX века немало было написано об этом и в других странах, в особенности во Франции и Великобритании. Боевым действиям противоборствующих сторон на Тихом океане посвящено несколько фундаментальных исторических исследований.

## Предпосылки
Главной причиной нападения союзников на Петропавловск была борьба великих держав за господство на море и, в частности, на Тихом океане. В особенности стремилась к этому Британская империя.
Одержав победу над Китаем в Первой опиумной войне 1840—1842 годов, британцы решили, что смогут овладеть и слабо укреплёнными русскими тихоокеанскими поселениями.
Уже с 1840-х годов русское правительство было обеспокоено за будущее русских тихоокеанских владений и, в частности, за будущее Камчатки. Многим казалось подозрительным, что с середины 1840-х годов в порт зачастили иностранные китобои. Особенно тревожило появление в порту отдельных английских судов, часто под чужим флагом.
В 1848 году граф Николай Николаевич Муравьёв, только что назначенный генерал-губернатором Восточной Сибири, обратил внимание на растущую угрозу нападения иностранцев на Камчатку. Он начал строительство военных укреплений в Петропавловском Порту.
25 июля (6 августа)  1849 года Н. Н. Муравьёв прибыл на транспорте «Иртыш» в петропавловский порт. Осмотрев местность, Муравьёв лично определил места строительства новых береговых батарей. Среди них были батареи у озера Култушного, на Сигнальном мысе (южной оконечности Сигнальной сопки) и петропавловской Кошке (косе, разделявшей Петропавловскую губу и преграждавшей вход в гавань петропавловского порта; от устар. «кошка» — песчаная коса).
В отчёте министру внутренних дел Льву Перовскому Николай Муравьёв писал:
Авачинскую губу укрепить, а без того она будет игралищем самой незначительной враждебной эскадры; там ныне уже были два английских военных судна в одно время; на них было более 200 человек экипажа (шлюп и шхуна, путешествующие под видом отыскания Франклина)…… Я много видел портов в России и Европе, но ничего подобного Авачинской губе не встречал; Англии стоит сделать умышленно двухнедельный разрыв с Россиею, чтобы завладеть ею и потом заключить мир, но Авачинской губы она нам не отдаст.
Именно тогда он назначил новым управителем Камчатки энергичного администратора, генерал-майора по Адмиралтейству Василия Степановича Завойко. Муравьёв не напрасно тревожился за судьбу Камчатки. Когда началась Крымская война, союзники нашли возможным выделить значительные военно-морские силы для нанесения удара по русским тихоокеанским владениям и, в частности, по Камчатке.

## Крымская война (1853—1856). Кампания на Тихом океане

### Подготовка к обороне
В Петропавловске узнали о начале войны и о готовящемся нападении союзников на тихоокеанское побережье России на исходе мая 1854 года. Официальное известие об этом военный губернатор Камчатки и командир петропавловского военного порта генерал-майор В. С. Завойко получил от генерального консула России в США. Правда, ещё в марте того же 1854 года американское китобойное судно доставило камчатскому военному губернатору дружественное письмо короля Гавайских островов. Король Камеамеа III предупреждал Завойко, что располагает достоверными сведениями о возможном нападении летом на Петропавловск англичан и французов. Завойко немедленно обратился ко всему населению Камчатки с воззванием. Оно гласило:

Получено известие, что Англия и Франция соединились с врагами христиан (Турцией), флоты их уже сражаются с нашими. Война может возгореться и в этих местах, ибо русские порты Восточного океана объявлены в осадном положении. Петропавловский Порт должен быть всегда готов встретить неприятеля. Я надеюсь, что жители в случае нападения неприятеля не будут оставаться праздными зрителями боя и будут готовы с бодростью, не щадя жизни, противостоять неприятелю и наносить ему возможный вред. Я пребываю в твёрдой решимости, как бы ни многочислен был враг, сделать для защиты порта и чести русского оружия всё, что в силах человеческих возможно, и драться до последней капли крови; убеждён, что флаг Петропавловского Порта, во всяком случае, будет свидетелем подвигов, чести и русской доблести.

Противник был уверен в своей лёгкой победе и не спешил. Этой медлительностью весьма удачно воспользовались защитники города: они успели завершить основную часть работ по созданию главных укреплений порта до прибытия вражеской эскадры.
Петропавловск был крайне слабо укреплён. В городе имелось всего 6 × 6-фунтовых и 5 × 3-фунтовых пушек, а также 1 полевое 3-фунтовое орудие на конной тяге. Численность гарнизона Петропавловска составляла всего 231 человек, преимущественно военнослужащих 47-го флотского экипажа РИФ (до июня 1854 года данный флотский экипаж имел другой номер — 46-й), а также казаков Камчатской казачьей команды. В надежде на получение затребованных им у генерал-губернатора Восточной Сибири орудий, В. С. Завойко заблаговременно распорядился о подготовке позиций для их (батарей) установки. Из добровольцев, из местного населения — охотников-камчадалов, формировались стрелковые партии и отряды, которые должны были заниматься тушением возможных пожаров. К счастью для защитников города, в июле 1854 года они неожиданно получили значительную помощь. 19 июня (1 июля)  1854 года в Петропавловск, совершив полукругосветное плавание, пришёл фрегат «Аврора» 19-го флотского экипажа РИФ под командованием капитан-лейтенанта Ивана Николаевича Изыльметьева. Фрегат направлялся в залив Де-Кастри для усиления Тихоокеанской эскадры вице-адмирала Е. В. Путятина. Из-за цинги, поразившей 2/3 экипажа, и недостатка питьевой воды И. Н. Изыльметьев решил зайти в Петропавловск. Ознакомившись с состоянием дел в городе, он согласился на просьбу В. С. Завойко остаться в Петропавловске и помочь в отражении нападения противника.
24 июля (5 августа)  1854 года трёхмачтовый военный транспорт «Двина» 47-го флотского экипажа доставил в Петропавловск из Аяна около 350 солдат, набранных из сибирских линейных батальонов (солдаты были переведены в состав 47-го флотского экипажа), а также 2 × 2-пудовые бомбические пушки и 14 × 36-фунтовых пушек. На «Двине» прибыл на Камчатку и остался там военный инженер поручик Константин Мровинский, возглавивший строительство береговых батарей в Петропавловском Порту. К исходу июля гарнизон порта вместе с экипажами кораблей насчитывал, согласно позднее поданному В. С. Завойко рапорту об исходе боя, 988 человек (349 человек на кораблях, 368 на батареях и 271 человек в стрелковых партиях).
В подготовку к обороне включилось и всё население города и его окрестностей (около 1600 человек). Работы по сооружению семи береговых батарей и установке орудий велись почти два месяца круглые сутки, днём и ночью. Защитники Петропавловска возводили укрепления, в скалах вырубали площадки для батарей, неприступные для морского десанта, снимали с кораблей орудия, вручную перетаскивали их по крутым склонам сопок и устанавливали на берегу.

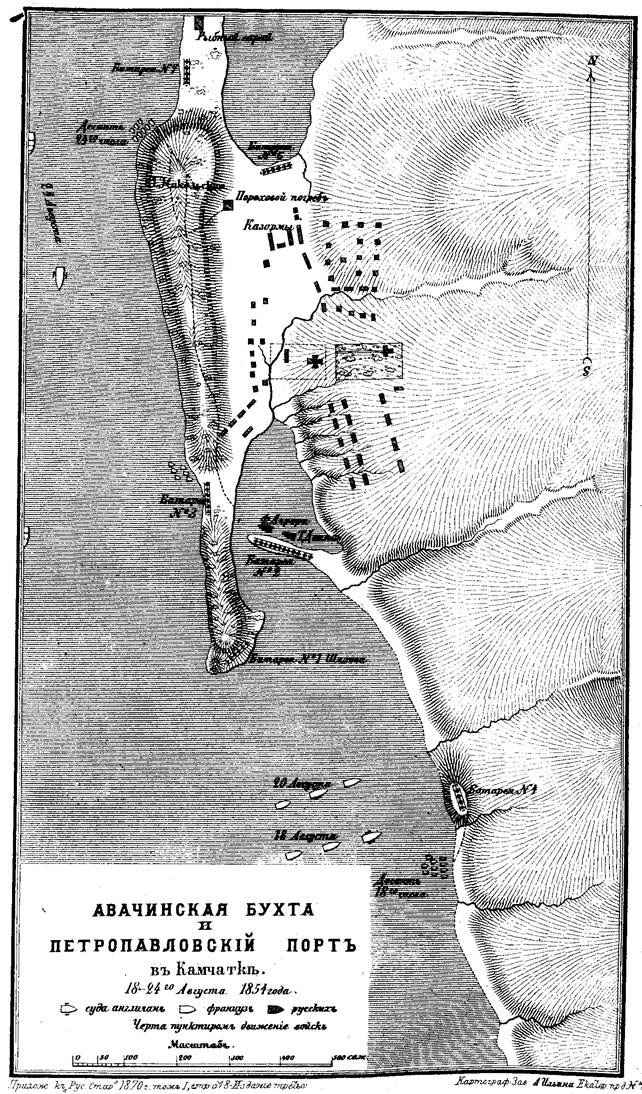
Авачинская бухта и Петропавловский Порт — а.

Фрегат «Аврора» под командованием И. Н. Изыльметьева и транспорт «Двина» были поставлены на якоря левыми бортами к выходу из так называемого Ковша («отростка» Петропавловской губы, отделённого от остальной её части косой Кошка). Орудия правых бортов были сняты с кораблей для усиления береговых батарей (24-фунтовые орудия были сняты с «Авроры», 18-фунтовые — с «Двины»). Вход в гавань Ковша загородили боном.
Батареи охватывали Петропавловский Порт и Петропавловскую губу подковой:
- № 1 («Сигнальная»; 3 × 36-фунтовых орудия, 2 × 2-пудовых бомбических орудия, 64 человека; командир — лейтенант П. Ф. Гаврилов) — располагалась на скалистой оконечности мыса Сигнальный; защищала вход на внутренний рейд;
- № 2 («Кошечная»; 10 × 36-фунтовых орудий, 1 × 24-фунтовое орудие, 129 человек; командир — лейтенант Д. П. Максутов) — основная батарея на песчаной косе Кошка;
- № 3 («Перешеечная»; 5 × 24-фунтовых орудий, 52 человека; командир — лейтенант А. П. Максутов) — на перешейке (в седловине) между Сигнальной и Никольской сопками;
- № 4 («Кладбищенская»; 3 × 24-фунтовых орудия, 30 человек; командир — мичман В. И. Попов) — слева по берегу от основной батареи № 2 (южнее песчаной косы Кошка) на обрывистой оконечности склона Красной сопки, называемой Красным Яром[19];
- № 5 («Портовая»; 5 × 3-фунтовых медных пушек, практически непригодных к бою; из-за нехватки людей не была укомплектована личным составом и в бою не участвовала) — справа от основной батареи № 2 (севернее песчаной косы Кошка) на берегу Ковша;
- № 6 («Озёрная»; 4 × 18-фунтовых орудия, 6 × 6-фунтовых орудий, 32 человека; командир — поручик Корпуса корабельных инженеров К. Я. Гезехус) — на южном берегу Култушного озера; ей предстояло держать под огнём дефиле и дорогу между Никольской сопкой и Култушным озером, если противнику удалось бы подавить батарею № 7 и высадить десант севернее Никольской сопки;
- № 7 («Противодесантная»[20]; 5 × 24-фунтовых орудий, 50 человек; командир — капитан-лейтенант В. К. Коралов) — на берегу Авачинской бухты у северной оконечности Никольской сопки; предназначалась для предотвращения высадки десанта в тыл и попытки захватить порт с севера.

### Боевые действия
В полдень 17 (29) августа 1854 года передовые посты на маяках обнаружили эскадру из шести кораблей. В Петропавловске прозвучал сигнал боевой тревоги. От эскадры отделился трёхмачтовый военный пароход и начал промерять глубины на подходах к мысу Сигнальный и входу в гавань. Когда из порта вышел бот, пароход полным ходом ретировался.

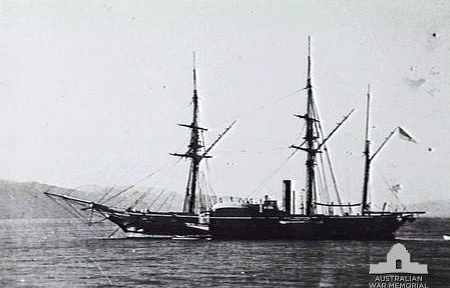
Военный пароход «Вираго» в 1867—1871 годах.

Утром 18 (30) августа англо-французская эскадра вошла в Авачинскую бухту и после перестрелки с береговыми батареями встала на якорь вне досягаемости русской артиллерии. В её составе были:
- английские корабли:
  - фрегат «Президент»[англ.] (52 орудия),
  - фрегат «Пик» (40 орудий),
  - пароход (колёсный парусно-паровой шлюп) «Вираго»[англ.] (6 орудий);
- французские корабли:
  - фрегат «Форт» (60 орудий; систершип фрегата «Бель Пуль»),
  - корвет «Эвридика» (22 орудия),
  - бриг-авизо «Облигадо» (12 орудий).

Объединённой эскадрой командовал англичанин контр-адмирал Дэвид Прайс, французским отрядом — контр-адмирал Фебврье-Деспуант. Всего эскадра располагала примерно 200 орудиями, её личный состав насчитывал около 2700 человек (2200 человек — экипажи кораблей, 500 человек — специально подготовленные десантники).
Согласно рапорту генерал-майора В. С. Завойко от 26 августа (7 сентября)  1854 года, в бухте находились следующие русские суда:
- фрегат «Аврора» (44 орудия)[21][22][23];
- транспорт «Двина» (10 орудий)[24].

Англо-французы предприняли две попытки штурма Петропавловска. По первоначальному плану союзники должны были, уничтожив артиллерийским огнём батареи № 1 и № 4, войти в гавань и уничтожить батарею № 2, «Аврору» и «Двину». После чего в городе должен был высадиться десант, который при поддержке кораблей захватил бы город.

#### Первый штурм
19 (31) августа 1854 года с утра корабли англо-французов начали занимать отведённые им по диспозиции места, как вдруг движение прекратилось и корабли вернулись на свои места на якорной стоянке у входа в Авачинскую бухту. Причиной этого была неожиданная смерть контр-адмирала Прайса (по различным версиям, ставшая результатом либо самоубийства, либо неосторожного обращения с оружием, либо попадания случайного осколка артиллерийской гранаты во время перестрелки кораблей с русскими береговыми батареями перед штурмом).

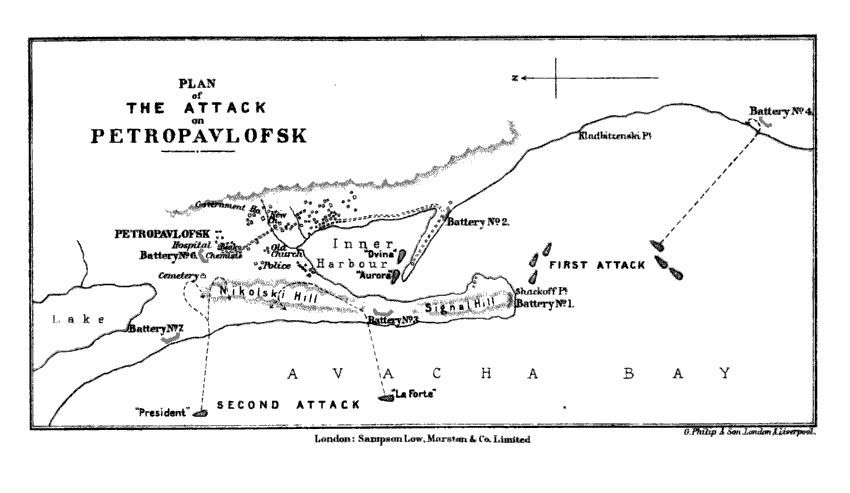
Схема первого и второго штурма Петропавловского Порта (из книги «Russia on the Pacific, and the Siberian Railway» Эудженио Занони-Вольпичелли, печатавшегося под псевдонимом Vladimir).

Версия самоубийства объясняется следующими мотивами: фрегат «Аврора» был ранее упущен эскадрой Прайса во время стоянки в порту Кальяо, в Перу, что было ударом по его репутации, поскольку уничтожение «Авроры» и фрегата «Паллада» было одной из прямых задач, поставленных перед ним. Также британский адмирал, надеясь на лёгкую победу в Петропавловске, по свидетельствам соратников, был весьма расстроен, когда понял, что город неплохо укреплён и вполне готов к обороне.
Командование над эскадрой принял контр-адмирал Фебврье-Деспуант, который ничего не изменил в первоначальном плане.
Утром 20 августа (1 сентября)  1854 года союзники двинулись на штурм. Фрегаты «Президент», «Пик», «Форт» и пароход «Вираго» вели огонь по батареям № 1, № 2 и № 4, а также по «Авроре» и «Двине». В это время корвет «Эвридика» и бриг «Облигадо» обстреливали батарею № 3, отвлекая внимание защитников; также ими вёлся перекидной огонь через Никольскую сопку в надежде поразить «Аврору» и «Двину». После продолжительной перестрелки и полученных ими многочисленных попаданий от русских, «Президент», «Пик», «Форт» и «Вираго» «сбили внешний замок с дверей» Петропавловска — заставили замолчать батареи № 1 и № 4. Батарею № 2 они уничтожить не смогли. Также не удалось нанести сколько-нибудь значительные повреждения «Авроре» и «Двине». Огонь «Эвридики» и «Облигадо» не принёс никакого успеха. После того как прекратили огонь батареи № 1 и № 4, французы высадили десант на батарею № 4 в количестве 600 человек. Батарея № 2 дала несколько залпов по десантникам, но воспрепятствовать их высадке не смогла. По приказу В. С. Завойко в контратаку на «Кладбищенскую» батарею был послан отряд в количестве 130 человек (матросы с «Авроры» и добровольцы стрелковых партий) — все, кто был «под рукой» у командования. Завидя приближение отряда петропавловцев, французские десантники, палашами перерубив тали и брюки уже заклёпанных отступившими русскими комендорами пушек, и сломав у них прицелы, бросились к своим шлюпкам и вернулись обратно на корабли, не дав защитникам приблизиться к себе даже на расстояние ружейного выстрела. После чего корабли союзников вернулись на свои якорные стоянки у входа в бухту. Так закончился первый штурм Петропавловска.
До 24 августа (5 сентября) англо-французы занимались устранением нанесённых им повреждений, хоронили погибших на берегу бухты Тарья (Крашенинникова). По свидетельствам защитников города, которые наблюдали это с ближних батарей, от эскадры к острову отошло несколько ботов с телами.

#### Второй штурм
24 августа (5 сентября)  1854 года союзники предприняли второй штурм города.

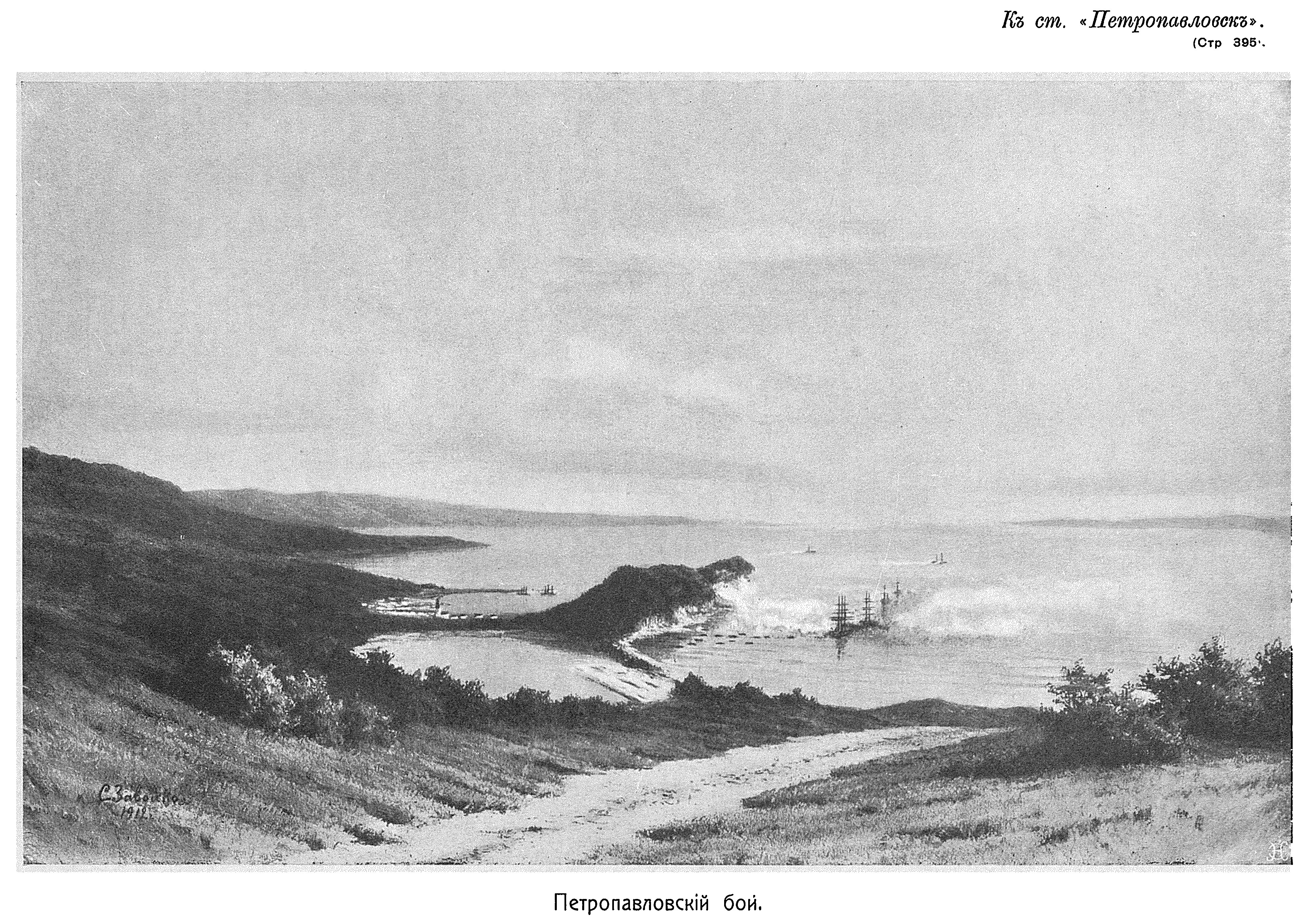
Иллюстрация петропавловского боя к статье «Петропавловск» в Военной энциклопедии Сытина (т. 18, с. 395—397).

Теперь основной удар нападавших был направлен на две батареи: № 3 (на перешейке между Сигнальной и Никольской сопками; командир батареи лейтенант Александр Максутов) и № 7 (у северной оконечности Никольской сопки). Их обстреливали «Президент», «Форт» и «Вираго». Одновременно «Пик», «Эвридика» и «Облигадо» вели огонь по батареям № 1 и № 4 (все орудия, повреждённые в бою 1 сентября, были полностью восстановлены оружейными мастерами), имитируя предыдущую атаку и отвлекая внимание защитников. Позже «Пик» и «Эвридика» присоединились к «Президенту» и «Форту», помогая им в борьбе с батареями № 3 и № 7.
Из статьи К. И. Мровинского:
Неприятель разделил свою эскадру на две половины и, поставив одну половину против одной батареи, а другую против другой, открыл одновременно по ним огонь.Забросанные ядрами и бомбами батареи, имея всего 10 орудий, не могли устоять против 113 орудий, в числе которых большая часть была бомбическая (на берегу найдены ядра весом в 85 английских фунтов), и после трёхчасового сопротивления орудия почти все были повреждены, и прислуга с батарей принуждена была отступить.

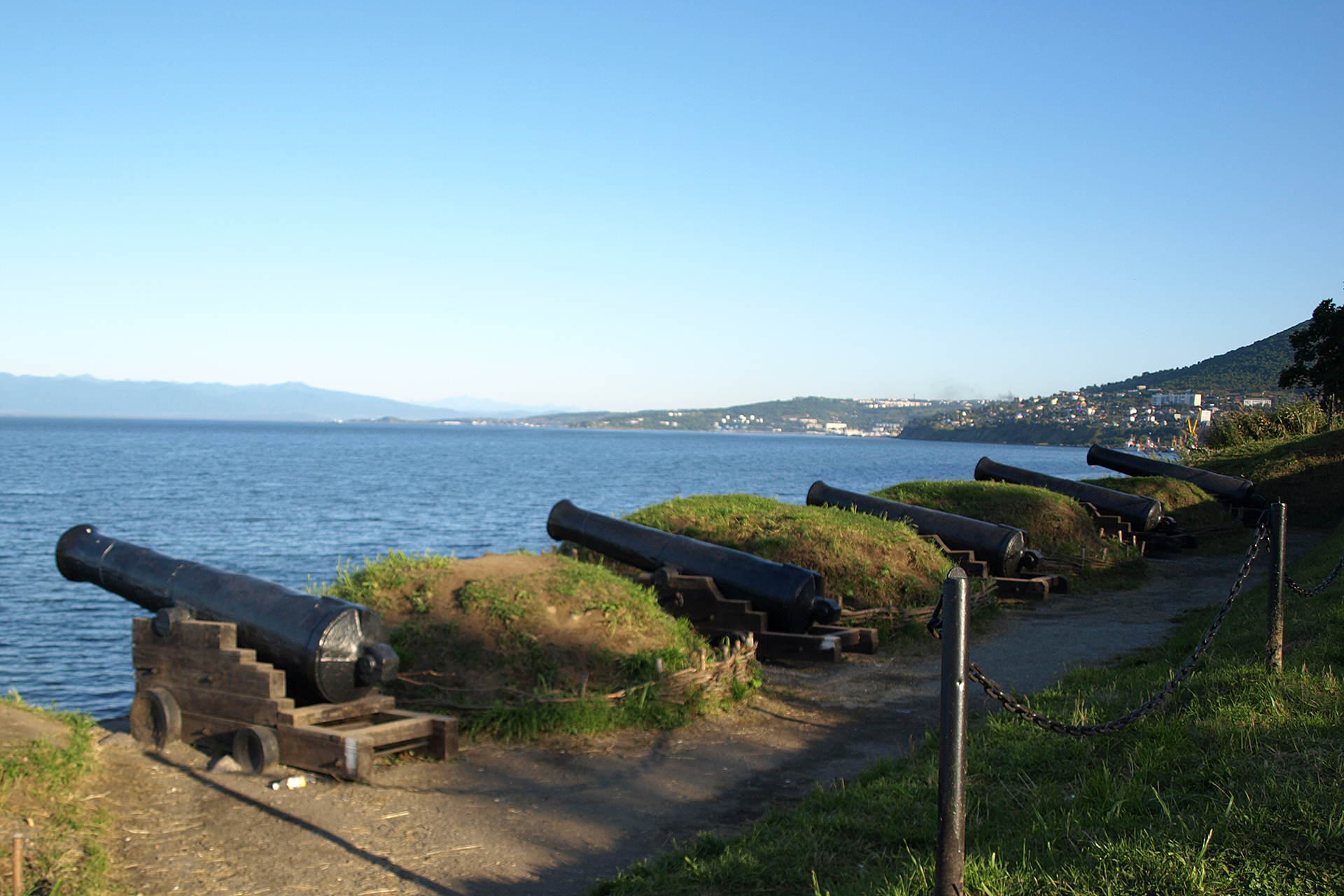
Памятник «Смертельной» батарее № 3 Александра Максутова на Никольской сопке (2008 год).

После жаркой перестрелки с батареями № 3 и № 7 и их подавления (батарея № 3 получила после этого название «Смертельная», потому что почти не была прикрыта бруствером и на ней были большие потери), англо-французы высадили 250 человек на перешеек у батареи № 3 и 700 человек у батареи № 7. По плану большая часть десанта должна была, поднявшись на Никольскую сопку и, ведя огонь на ходу, атаковать и захватить город. Остальные (из группы, высадившейся у батареи № 7) должны были, уничтожив батарею № 6, выйти на просёлочную дорогу и атаковать Петропавловск со стороны Култушного озера. Но осуществить эти замыслы не удалось.
Батарея № 6, при поддержке полевого 3-фунтового орудия (командир орудия — пятидесятник А. С. Карандашев), несколькими залпами картечи заставила десантников повернуть назад к Никольской сопке. Таким образом, там оказалось около 1000 человек, которые поднялись на сопку и, ведя ружейный огонь по порту, «Авроре» и «Двине», стали спускаться вниз к городу. В. С. Завойко, разгадав замысел противника, собрал все резервы, снял с батарей всех, кого можно было, и бросил людей в контратаку. 950 десантникам противостояли несколько разрозненных отрядов русских в количестве 350 человек, которые подходили к сопке так быстро, как могли, и должны были контратаковать вверх по склону. Несмотря на значительное численное превосходство противника, русские всюду яростно атакуя, переходя в рукопашную, заставили где только было возможно его остановиться, а затем и отступить. Часть десанта была отброшена к обрыву, выходящему к морю. Немало из них покалечились или разбились, прыгая вниз с 40-метровой высоты. Корабли противника пытались прикрыть отступающий десант огнём артиллерии, но ничего из этого не вышло — огонь английских и французских фрегатов был неэффективен. На кораблях, не дождавшись подхода десантных ботов, в страхе стали выбирать якоря. Корабли уходили к своим якорным стоянкам, заставляя догонять себя ботам, в которых было немного людей, способных грести вёслами.

Знамя британского десанта из состава Королевской морской пехоты, захваченное в бою а.

Сражение шло более двух часов и закончилось на Никольской сопке полным поражением англичан и французов. Потеряв около 400 человек убитыми, 4 пленными и около 150 ранеными, десант вернулся на корабли. В трофеи русским досталось знамя, 7 офицерских сабель и 56 ружей. По другим источникам, общие потери союзников в ходе «Петропавловской экспедиции» составили 210 человек: 59 убитыми (в том числе капитан Чарльз Алан Паркер — командир авангарда десанта во время второго штурма) и 151 раненными.
В этом бою со стороны русских погибли 34 бойца. На Никольской сопке было обнаружено после боя 38 убитых десантников, которых не успели забрать (нападавшие с удивлявшим петропавловцев упорством старались подобрать и унести даже убитых).
После двухдневного затишья англо-французская эскадра отплыла 26 августа (7 сентября), удовлетворившись перехваченными на выходе из Авачинской бухты шхуной «Анадырь» и коммерческим судном Российско-Американской компании «Ситха». «Анадырь» был сожжён (экипаж захвачен в плен), а «Ситха» взята как приз. 27 августа (8 сентября)  1854 года эскадра противника окончательно покинула Авачинскую бухту.

### Победа и её итоги

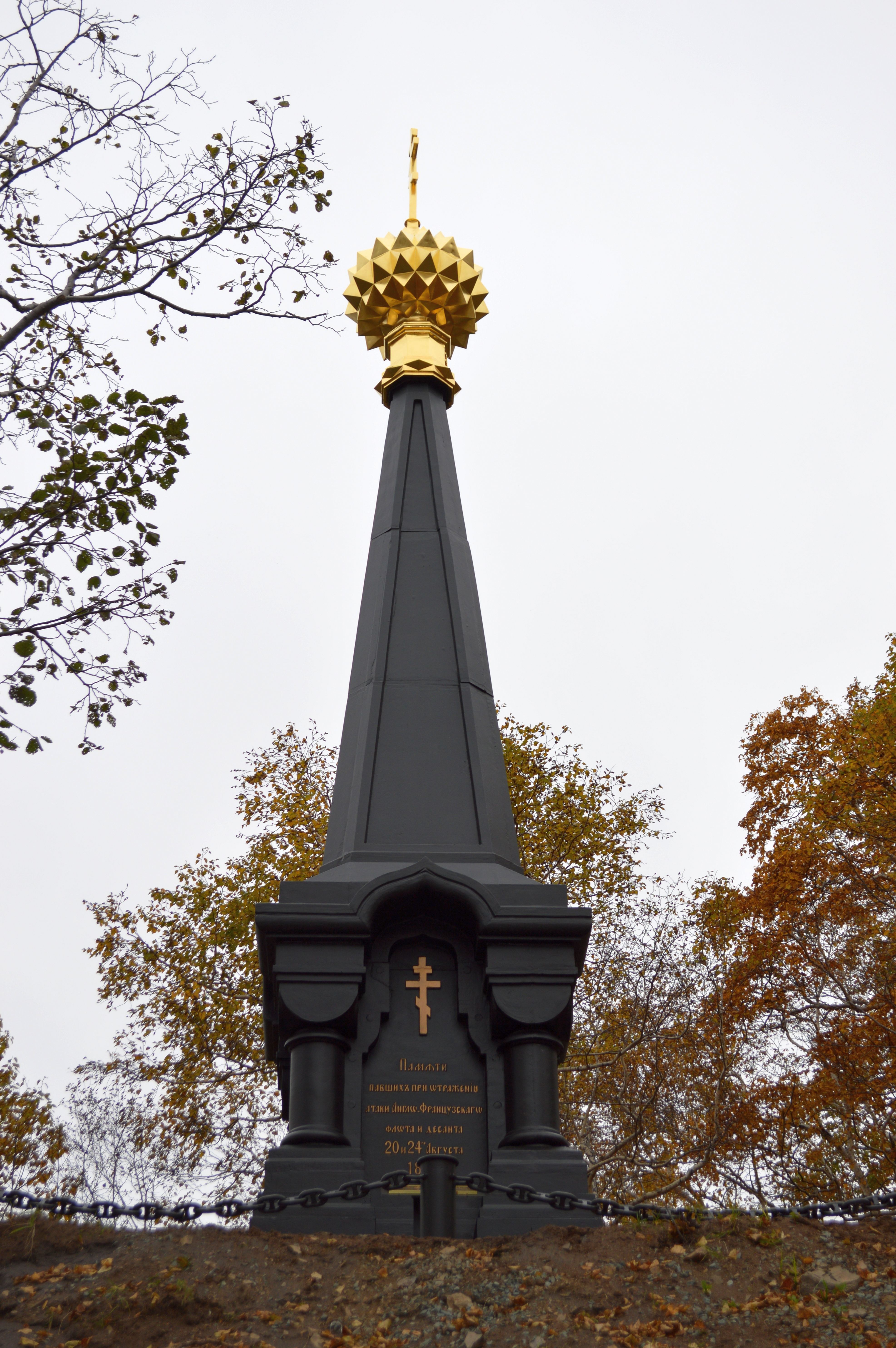
Памятник «Слава», установленный в 1882 году на косе Кошка в честь защитников Петропавловска (в связи со строительством Петропавловск-Камчатского морского порта в годы Великой Отечественной войны перенесён на склон Никольской сопки).

После того, как попытка англичан и французов захватить Петропавловск закончилась полным провалом, В. С. Завойко со своими ближайшими помощниками приступил к составлению официального рапорта о победе над противником.
26 августа (7 сентября)  1854 года рапорт был готов, с него сняты копии для отправки генерал-губернатору Н. Н. Муравьёву и руководителю русской экспедиции в Японии вице-адмиралу и генерал-адъютанту Е. В. Путятину. В. С. Завойко предложил офицерам выбрать из своей среды достойного для доставки в Санкт-Петербург победного рапорта. Офицеры единодушно назвали имя князя Дмитрия Петровича Максутова, строителя и защитника батареи № 2, брата погибшего командира «Смертельной» батареи № 3 князя Александра Максутова. 2 (14) сентября Д. П. Максутов сел на американское судно «Ноубл» (англ. Noble), зафрахтованное для плавания в Охотск.
Максутов в пути из Охотска в Якутск чуть было не погиб: он провалился под лёд на реке Мае, но чудом спасся. 25 октября (6 ноября) он был в Иркутске. 14 (26) ноября Максутов прибыл в столицу, где явился к генерал-адмиралу русского флота великому князю Константину.
Учитывая важность сообщения, генерал-адмирал немедленно повёз Максутова в Гатчину к императору Николаю I. Царь долго расспрашивал Максутова и тут же произвёл его в капитан-лейтенанты. Рапорт Завойко был тщательно изучен и тотчас же представлен для «обнародования». За отличие, оказанное при отражении нападения англо-французской эскадры на Петропавловск, контр-адмирал Завойко был награждён орденом Святого Георгия III степени.
Отчёт о боевых действиях и одержанной победе был опубликован в некоторых газетах и журнале «Морской сборник» за декабрь 1854 года. В опубликованном тексте были опущены некоторые сведения, которые Петербург решил сохранить в секрете. Публикация в русской прессе вызвала шок в Европе. Английская и французская пресса подвергла жёсткой критике действия командующего Объединённой Тихоокеанской эскадрой британского контр-адмирала Прайса. В европейской прессе также появилось множество фельетонов, карикатур и язвительных комментариев в адрес британских и французских моряков, участвовавших в неудачном штурме Петропавловска.
Несмотря на успешную оборону города, стали очевидными трудности со снабжением и удержанием столь удалённых территорий. Было принято решение об эвакуации порта и гарнизона с Камчатки. Курьер есаул Мартынов, покинув Иркутск в начале декабря и проехав через Якутск, Охотск и по льду вдоль дикого побережья Охотского моря на собачьих упряжках, доставил этот приказ в Петропавловск 19 февраля (3 марта)  1855 года, преодолев 8000 вёрст (8500 км) за небывало короткое время в три месяца.

### Эвакуация города
Согласно приказу, портовые сооружения и дома были разобраны, наиболее ценные части в виде окон, дверей и т. д. были спрятаны, местному коренному населению было приказано уйти на север. Казаки перешли в посёлок, расположенный в устье реки Авача, старшим среди оставшихся был назначен есаул Мартынов. Все остальные, забрав пушки, оружие, порох, домашний скарб, дрова и доски, погрузились на транспорты под охраной двух кораблей. Ещё не закончилась зима, и бухта была покрыта льдом. Солдаты и матросы гарнизона пропилили во льду проход и освободили корабли из ледового плена. Русская эскадра, имея в своём составе фрегат, корвет, три транспорта и бот, успела покинуть порт раньше повторного прибытия англо-французских сил.
8 (20) мая 1855 года года объединённая англо-французская экспедиция из пяти французских и девяти английских вымпелов зашла в Авачинскую губу с намерением взять реванш за обидное поражение. Пустынное побережье встретило разведывательную партию тишиной. Было обнаружено, что Петропавловска больше не существует, — место это жителями и гарнизоном покинуто, укрепления срыты, постройки сожжены и пепелище совершенно непригодно для того, чтобы здесь можно было разместиться и использовать порт по назначению. Перед уходом эскадры союзники разграбили и сожгли остатки города.
Британский командующий, обозлённый неудачей, собрал на флагмане совещание. По здравом размышлении было высказано предположение, что русская эскадра ушла на юг. Английские и французские корабли снялись с якорей и двинулись в погоню. Решено было перехватить русских в открытом море и в решительном сражении потопить корабли противника вместе с эвакуированным гарнизоном и жителями города. Предположение оказалось правильным.

### Встреча противников и манёвр русской эскадры
Контр-адмирал Завойко с эскадрой в составе шести вымпелов: фрегат «Аврора», корвет «Оливуца», транспорты «Байкал», «Двина», «Иртыш» и бот № 1, с погружённым на транспорты имуществом, солдатами гарнизона и жителями Петропавловска, вышел в море для следования к устью реки Амур.
8 (20) мая 1855 года в заливе Де-Кастри российские корабли неожиданно встретили разведывательный отряд англо-французской эскадры в составе трёх военных кораблей. Контр-адмирал Завойко действовал решительно: произошло «огневое соприкосновение». К ночи канонада стихла. Отряд противника запер русскую эскадру в бухте и стал на якоря у выхода, ожидая подкрепления.
15 (27) мая 1855 года, получив накануне сведения от офицера, посланного на рекогносцировку, что море почти свободно ото льда вплоть до мыса Лазарева, русская эскадра под прикрытием тумана снялась с якорей и бесшумно ускользнула из залива. Пройдя Татарским проливом между континентом и островом Сахалин, эскадра остановилась 24 мая (5 июня) у мыса Лазарева, после чего 27 мая (8 июня) от генерал-губернатора Н. Н. Муравьёва через посыльного поступил приказ зайти в глубокое и широкое устье Амура и подняться вверх по течению реки.
Поиски на следующий день исчезнувшей русской эскадры не привели к каким-либо результатам. Полагая, что корабли противника спрятались в глубине «бухты», было принято решение терпеливо дожидаться, когда голод и холод вынудит русскую эскадру встретиться с ним в открытом бою. Ни французы, ни англичане не знали самого большого секрета русских: Сахалин — это остров; существует судоходный сквозной пролив, отделяющий Сахалин от континента; устье Амура вполне удобно для захода океанских кораблей. Это были те бесценные сведения, которые добыл в своей исследовательской экспедиции капитан 1-го ранга Российского императорского флота Геннадий Невельской.

### Основание нового города на реке Амур
Эскадра контр-адмирала Завойко поднялась вверх по течению Амура и стала на якоря на левом берегу реки у русского казённого поселения пост Николаевский — пограничного поста, основанного 1 (13) августа 1850 года. В течение двух с половиной месяцев на левом берегу Амура силами солдат, матросов, казаков, «охотников» (добровольцев) и эвакуированных жителей уничтоженного Петропавловска был построен новый город-порт Николаевск (Николаевск-на-Амуре).

## Награды
1 (13) декабря 1854 года за отличие при отражении нападения англо-французской эскадры на Петропавловский Порт «всемилостивейше пожалованы» кавалерами орденов:
- Святого Георгия III степени:
  - камчатский военный губернатор и командир петропавловского и камчатских портов[8] контр-адмирал В. С. Завойко;
- Святого Георгия IV степени:
  - лейтенант Александр Максутов (посмертно)[40];
- Святого Владимира III степени:
  - командир фрегата «Аврора» капитан-лейтенант И. Н. Изыльметьев;
- Святого Владимира IV степени с бантом:
  - командир военного транспорта «Двина» капитан 2-го ранга А. А. Васильев,
  - капитан-лейтенанты: Василий Коралов[41] и Михаил Тироль,
  - лейтенанты: Евграф Анкудинов, Пётр Гаврилов, князь Дмитрий Максутов, Константин Пилкин, Иосиф Скандраков и Михаил Федоровский,
  - мичманы: Дмитрий Михайлов, Василий Попов и Николай Фесун,
  - подпоручик Корпуса морской артиллерии Николай Можайский,
  - старшие врачи флотских экипажей: надворный советник Николай Клинген и коллежский асессор Михаил Давыдов;
- Святой Анны III степени с бантом:
  - поручик Корпуса флотских штурманов Василий Дьяков,
  - подпоручик Корпуса флотских штурманов Семён Самохвалов,
  - состоящий по ластовым экипажам поручик Михаил Губарев,
  - управляющий аптекой петропавловского морского госпиталя титулярный советник Фёдор Литкин,
  - служащий в петропавловском порте коллежский регистратор М. А. Алелюхин;
- Святой Анны III степени без банта:
  - старший ординатор петропавловского морского госпиталя коллежский советник Семён Петрашевский,
  - младший врач 23-го флотского экипажа доктор медицины Виталий Вильчковский;
- Знаки отличия ордена Святого Георгия:
  - юнкера 19-го флотского экипажа: Константин Литке и граф Николай О’Рурк[42],
  - гардемарины («а ныне мичманы»): Иван Колокольцев, Дмитрий Кайсаров, Владимир Давыдов и Гавриил Токарев,
  - 18 нижним чинам для возложения «по усмотрению В. С. Завойко» (в числе отмеченных им были следующие: боцман Шестаков, боцман Степан Спилихин, пятидесятник Алексей Карандашев, унтер-офицер Абубакиров и пятидесятник Томский)[43][44].

Также кавалером ордена Святой Анны III степени с мечами «в воздаяние отличной храбрости при отражении в 1854 г. неприятельского нападения на Петропавловск» стал командир «Озёрной» батареи № 6 поручик Корпуса корабельных инженеров Карл Гезехус.

## Память, отражение в культуре и искусстве
- Степанов А.Н. Петропавловская оборона
- Александр Борщаговский. Русский флаг. — М.: Воениздат, 1957. — 704 стр.
- Задорнов Н. П. Война за океан. — М., 1963.
- Симонов К. М. Стихотворение «Поручик» (1939)[46].
- Невельской Г. И. Подвиги русских морских офицеров на крайнем востоке России (1849—1855 гг.)[47].
- Юрий Клавдиев. Общая земля, 2018.
- «Защитники Отечества». Сборник официальных документов, воспоминаний, статей и писем. — Дальневосточное книжное издательство, 1989.
- Боровков С. М. Сценарий исторического фильма «1854. Авачинское сражение».
- Композиция «Петропавловск» альбома "Эпоха Империй" группы «Radio Tapok» (2023).
- Улица Обороны 1854 года в поселке Завойко города Петропавловска-Камчатского.

- За оборону города он был награждён званием Города воинской славы в 2011 году, в 2015 году там была открыта памятная стела[48].